# Luce (mascotte)

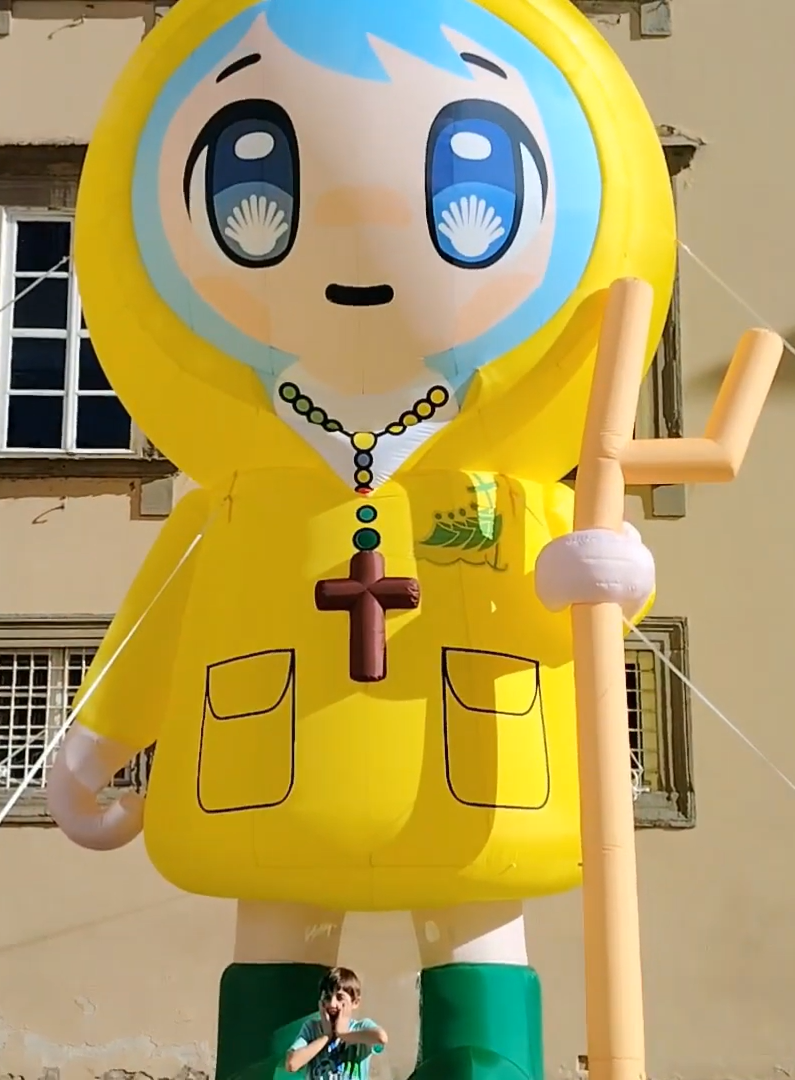
Luce gonflable au Lucca Comics and Games 2024.

Pour les articles homonymes, voir Luce.
Luce (litt. « Lumière » en italien) est la mascotte officielle du Jubilé 2025 conçue par le fondateur de tokidoki (en), Simone Legno (en). Elle représente une pèlerine catholique. Luce a un chien de compagnie nommé Santino et des amis nommés Fe, Xin et Sky. L'apparence de Luce et de ses amis a été comparée à celle des personnages d'anime.

## Description
La mascotte a les cheveux bleus et porte une veste de pluie jaune en référence au drapeau de la Cité du Vatican ainsi qu'au symbole du « voyage à travers les tempêtes de la vie ». Elle porte un bâton de pèlerin, qui représente « le pèlerinage vers l'éternité », et des bottes tachées de boue pour représenter « un voyage long et difficile ». Ses yeux ont des reflets en forme de coquille Saint-Jacques, symbole traditionnel du pèlerinage catholique ; ses yeux brillants ont été décrits comme « un symbole de l'espérance du cœur ». Elle porte un chapelet autour du cou. Simone Legno a déclaré qu'il espérait que « Luce puisse représenter les sentiments qui résonnent dans le cœur des jeunes générations ».

## Histoire
Luce est dévoilée à la presse par Rino Fisichella le 28 octobre 2024. Elle est inspirée selon lui par le désir de l'Église catholique « de vivre même au sein de la culture pop si chère à notre jeunesse ». Elle est présente à la Lucca Comics & Games où pour la première fois le Vatican participe officiellement à un festival de bande dessinée. Luce représentera la Cité du Vatican à l'Exposition universelle de 2025 à Osaka au Japon.

## Réception
Luce a rapidement fait l'objet de plaisanteries sur les réseaux sociaux et engendré des mèmes Internet après sa présentation à la presse. Des comparaisons ont été faites entre le design de Luce et celui d'Ai Ohto, le protagoniste de Wonder Egg Priority.